# Ulica Wolumen w Warszawie
Ulica Wolumen – ulica w dzielnicy Bielany w Warszawie. Biegnie od ulicy Jana Kasprowicza do Wólczyńskiej.
W 1973 r., przy ulicy, na rogu ul. Kasprowicza, zostało otwarte targowisko.

## Ważniejsze obiekty
- Giełda elektroniczna Wolumen
- Stacja metra Wawrzyszew

## Przebieg
Ulica rozpoczyna swój bieg skrzyżowaniem z Kasprowicza i Lindego, po czym biegnie na południe. Odchodzą od niej niewielkie uliczki osiedla Wawrzyszew: Wergiliusza, Dantego i Andersena. Ulica kończy się na skrzyżowaniu z Wólczyńską.